# ألفونسيني
ألفونسيني (بالإيطالية: Alfonsine)‏ هي بلدية في مقاطعة رافينا في إقليم إميليا رومانيا الإيطالي.

## السكان
تطور النمو السكاني لـ ألفونسيني

## توأمة
لألفونسيني اتفاقيات توأمة مع كل من:
- Nagykáta [الإنجليزية]‏
- سبيلو
- San Vito di Cadore [الإنجليزية]‏
- ماياهي [الإنجليزية]‏

## أعلام
- ماورو مارتيني
- فينشينسو مونتي
- لويجي ميركاتلي